# Trikorythos
Trikorythos (altgriechisch Τρικόρυθος) oder Trikorynthos (altgriechisch Τρικόρυνθος) war ein attischer Demos der Phyle Aiantis. Zusammen mit Marathon, Probalinthos und Oinoe bildete er die attische Tetrapolis. Nach Strabon lag Trikorythos zwischen Marathon und Rhamnous.
Trikorythos lag auf dem etwa 80 m hohen östlichen Bergsattel des Berges Stavrokoraki nördlich des heutigen Ortes Schinias und westlich von Kato Souli, der heute Tambouri (griechisch Ταμπούρι) genannt wird. Um den Gipfel des Sattels gab es einen fast runden Wall mit einem Durchmesser von etwa 100 m und einer Dicke von etwa 1,50 m. Eine zweite Mauer mit einer Stärke von etwa 2,50 m schloss den östlichen und südlichen Hang des Berges mit ein und umfasste so eine annähernd quadratische Fläche von etwa 200 × 200 m. Die äußere näherte sich im Nordwesten an die innere Mauer an, so dass in diesem Bereich nur ein schmaler Wallgang zwischen den Mauern existierte.
Die Quelle östlich am Fuße des Berges soll nach Makaria, der Tochter des Herakles, benannt worden sein. Hier wurde laut Sage auch der Kopf des Eurystheus begraben. Deshalb hieß der Ort auch Eurystheus' Haupt. Im 3. Jahrhundert n. Chr. wurde auf dem Gipfel ein ovaler Wall gegen Piraten oder Ostgoten errichtet.
Beim Bau des Schinias Olympic Rowing and Canoeing Centre entdeckte man zwischen 2000 und 2004 nördlich der Anlage etwa 500 m östlich der Makaria-Quelle drei Häuser einer kleinen frühhelladischen Siedlung (2900–2000 v. Chr.). Außerdem wurde ein Gutshof aus dem 4. Jahrhundert v. Chr. entdeckt sowie Friedhöfe aus archaischer, klassischer und spätrömisch bis frühchristlicher Zeit (3.–6. Jahrhundert n. Chr.). Dieser Bereich nördlich der größten Sümpfe von Schinias scheint kontinuierlich von der frühen Bronzezeit bis in byzantinische Zeit bewohnt gewesen zu sein.